# Liste des lieux historiques nationaux du Canada au Québec
Ne doit pas être confondu avec Liste des lieux historiques nationaux du Canada à Québec.
Voici la liste des lieux historiques nationaux du Canada (anglais : National Historic Sites of Canada) situés au Québec. En mars 2011, on compte 190 lieux historiques nationaux au Québec, dont 30 sont administrés par Parcs Canada,. De ce nombre, il faut ajouter cinq sites qui ont perdu leur désignations. Les sites des agglomérations Montréal et de Québec sont traités dans :
- Liste des lieux historiques nationaux du Canada à Montréal ;
- Liste des lieux historiques nationaux du Canada à Québec.

Les noms des sites correspondent à ceux donnés par la commission des lieux et monuments historiques du Canada, qui peuvent être différents de ceux donnés par le milieu local.

## Lieux historiques nationaux
| Lieu                                                        | Désignation | Municipalité                                                   | Description | Photo                                               |
| ----------------------------------------------------------- | ----------- | -------------------------------------------------------------- | --- | --------------------------------------------------- |
| Ancienne aluminerie de Shawinigan                           | 2002        | Shawinigan 46° 32′ 21″ N, 72° 45′ 51″ O                        | La plus vieille aluminerie existant encore en Amérique du Nord |                                                     |
| L'ancienne mine Lamaque et le village minier de Bourlamaque | 2012        | Val-d'Or 48° 05′ 38″ N, 77° 45′ 54″ O                          | |                                                     |
| Apitipik                                                    | 1996        | Gallichan 48° 39′ 59″ N, 79° 20′ 04″ O                         | Aire d'estivage traditionnelle et lieu sacré pour les Algonquins |                                                     |
| Arrondissement d'Arvida                                     | 2012        | Saguenay 48° 26′ 00″ N, 71° 11′ 00″ O                          | Exemple fort bien conservé de ville mono-industrielle |                                                     |
| Arrondissement historique de La Malbaie                     | 2007        | La Malbaie 47° 37′ 23″ N, 70° 08′ 30″ O                        | Un des plus anciens lieux de « villégiature » au Canada |                                                     |
| Banc de pêche de Paspébiac                                  | 2001        | Paspébiac 48° 01′ 16″ N, 65° 15′ 15″ O                         | Installations de pêche commémorant la pêche à la morue sur la côte est du Canada |                                                     |
| Bataille d'Eccles Hill                                      | 1923        | Frelighsburg 45° 01′ 10″ N, 72° 54′ 17″ O                      | Incursion des Fenians qui a échoué (1870) |                                                     |
| Bataille de la Châteauguay                                  | 1920        | Très-Saint-Sacrement 45° 09′ 30″ N, 73° 55′ 52″ O              | Bataille ayant eu lieu en 1813 pour défendre le Bas-Canada; guerre de 1812 |                                                     |
| Bataille de la Ristigouche                                  | 1924        | Pointe-à-la-Croix 48° 01′ 00″ N, 66° 44′ 05″ O                 | Lieu de dernier combat naval de la guerre de Sept Ans |                                                     |
| Bataille de Lacolle                                         | 1923        | Lacolle 45° 04′ 03″ N, 73° 20′ 38″ O                           | Défense contre une attaque des Américains, 1814; guerre de 1812 | Blockhaus Rivière-Lacolle                           |
| Bataille de Trois-Rivières                                  | 1924        | Trois-Rivières 46° 20′ 38″ N, 72° 33′ 07″ O                    | Lieu où les Anglais ont remporté une victoire contre des troupes américaines, 1776 |                                                     |
| Bataille des Cèdres                                         | 1923        | Les Cèdres 45° 18′ 36″ N, 74° 02′ 07″ O                        | Victoire des Anglais contre l'envahisseur américain, 1776 |                                                     |
| Bataille du 6 septembre 1775                                | 1928        | Saint-Jean-sur-Richelieu 45° 16′ 52″ N, 73° 14′ 57″ O          | Victoire des Anglais contre l'envahisseur américain |                                                     |
| Bibliothèque publique et salle d'opéra Haskell              | 1985        | Stanstead 45° 00′ 21″ N, 72° 05′ 52″ O                         | Bibliothèque et salle de spectacles situées à la frontière canado-américaine (1901-1904) | Bibliothèque et salle d'opéra Haskell               |
| Blanc-Sablon                                                | 2007        | Blanc-Sablon 51° 25′ 32″ N, 57° 08′ 38″ O                      | Plus d'une soixantaine de sites archéologiques attestent les changements survenus au sein des sociétés autochtones de cette région                                                                     |                                                     |
| Bureau de poste de Saint-Hyacinthe                          | 1983        | Saint-Hyacinthe 45° 37′ 25″ N, 72° 56′ 55″ O                   | Édifice ancien, symbole de la présence fédérale |                                                     |
| Canal de Carillon                                           | 1929        | Saint-André-d'Argenteuil 45° 34′ 02″ N, 74° 22′ 45″ O          | Deux autres canaux l'ont précédé sur cet emplacement (1826-33) |                                                     |
| Canal de Chambly                                            | 1929 1987   | Chambly 45° 22′ 38″ N, 73° 15′ 27″ O                           | Canal ouvert à la navigation; comporte neuf écluses et des ponts tournants |                                                     |
| Canal de Saint-Ours                                         | 1929        | Saint-Ours 45° 51′ 53″ N, 73° 08′ 48″ O                        | Canal ouvert à la navigation; écluse de 1933 et vestiges de celle de 1849 | Canal de Saint-Ours                                 |
| Caserne de Carillon                                         | 1960        | Saint-André-d'Argenteuil 45° 33′ 53″ N, 74° 22′ 20″ O          | Bâtiment militaire en pierre construit au début du XIXe siècle |                                                     |
| Centrale hydro-électrique de Beauharnois                    | 1990        | Beauharnois 45° 18′ 51″ N, 73° 54′ 37″ O                       | Construite entre 1929 et 1932; important sur le plan tant économique que technique | La centrale hydroélectrique de Beauharnois en 1941. |
| Chantier Davie                                              | 1990        | Lévis 46° 48′ 51″ N, 71° 11′ 05″ O                             | Chantier naval historique établi au Canada en 1829 |                                                     |
| Chantier maritime de Saint-Joseph-de-la-Rive                | 1996        | Les Éboulements 47° 27′ 21″ N, 70° 21′ 45″ O                   | Entre le régime français et les années 1960, le plus important constructeur de «goélettes» | Chantier maritime de Saint-Joseph-de-la-Rive        |
| Chapelle Sainte-Anne                                        | 1999        | Neuville 46° 41′ 56″ N, 71° 34′ 57″ O                          | Chapelle néo-classique remarquablement intacte, l'une des plus anciennes chapelles de procession au Québec                                                                                             |                                                     |
| Château des Gouverneurs                                     | 1957        | Sorel-Tracy 46° 01′ 58″ N, 73° 06′ 59″ O                       | Résidence d'été des gouverneurs et des dignitaires (1781) |                                                     |
| Complexe historique de Trois-Rivières                       | 1962        | Trois-Rivières 46° 20′ 38″ N, 72° 32′ 12″ O                    | Secteur résidentiel et religieux, entre 1700 et 1770 |                                                     |
| Corossol                                                    | 1995        | Sept-Îles 50° 05′ 37″ N, 66° 23′ 29″ O                         | Épave du XVIIe siècle d'un vaisseau du roi |                                                     |
| Coteau-du-Lac                                               | 1923        | Coteau-du-Lac 45° 17′ 16″ N, 74° 10′ 39″ O                     | Ouvrages de transport fluvial et de défense; XVIIIe siècle |                                                     |
| Deuxième bataille de Laprairie                              | 1921        | La Prairie 45° 23′ 21″ N, 73° 24′ 13″ O                        | Bataille qui a eu lieu en 1691; a opposé la milice américaine aux soldats français |                                                     |
| Dispensaire de La Corne                                     | 2003        | La Corne 48° 21′ 23″ N, 77° 59′ 46″ O                          | Exemple le plus représentatif du réseau de dispensaires - résidences institué par le service médical aux colons                                                                                        | Dispensaire de la Garde                             |
| Domaine Joly-De Lotbinière                                  | 2003        | Sainte-Croix 46° 40′ 02″ N, 71° 50′ 55″ O                      | Un remarquable exemple de lieu de villégiature d'inspiration pittoresque; paysage culturel |                                                     |
| Droulers-Tsiionhiakwatha                                    | 2007        | Saint-Anicet 45° 04′ 59″ N, 74° 18′ 54″ O                      | Plus important et le mieux conservé des sites connus associés aux Iroquoiens du Saint-Laurent au Canada                                                                                                |                                                     |
| Église anglicane St. Stephen                                | 1970        | Chambly 45° 26′ 52″ N, 73° 16′ 26″ O                           | Belle église de garnison d'inspiration classique construite en 1820 |                                                     |
| Église de la mission de Sainte-Croix-de-Tadoussac           | 2012        | Tadoussac 48° 08′ 31″ N, 69° 42′ 55″ O                         | Plus vieille église en bois au Canada |                                                     |
| Église de Saint-André-de-Kamouraska                         | 1985        | Saint-André-de-Kamouraska 47° 40′ 25″ N, 69° 43′ 44″ O         | Église construite selon le plan récollet, 1805-1811; intérieur qui revêt beaucoup d'intérêt |                                                     |
| Église de Saint-Joachim                                     | 1999        | Châteauguay 45° 21′ 39″ N, 73° 44′ 55″ O                       | Conception de pur style baroque vernaculaire; présence de tableaux de l'artiste Philippe Liébert (1774-97)                                                                                             |                                                     |
| Église Notre-Dame-de-la-Présentation                        | 2004        | Shawinigan 46° 31′ 39″ N, 72° 45′ 01″ O                        | Le programme décoratif intérieur est un chef-d'œuvre d'un peintre québécois exceptionnel et d'un très grand artiste religieux, Ozias Leduc                                                             |                                                     |
| Église Sainte-Marie                                         | 2006        | Sainte-Marie 46° 26′ 16″ N, 71° 01′ 21″ O                      | Distingue par son impressionnant décor intérieur; interprétation originale du style néogothique; (1857-1859)                                                                                           |                                                     |
| Église Saint-Eustache                                       | 2014        | Saint-Eustache 45° 33′ 26″ N, 73° 53′ 19″ O                    | |                                                     |
| Ensemble institutionnel de Saint-Joseph-de-Beauce           | 2006        | Saint-Joseph-de-Beauce 46° 18′ 36″ N, 70° 52′ 58″ O            | Exemple éloquent de la volonté du clergé et des paroissiens du Québec de structurer la vie des petites villes autour des institutions catholiques                                                      | Presbytère de Saint-Joseph-de-Beauce                |
| Épave du navire Elizabeth and Mary                          | 1996        | Baie-Trinité 49° 22′ 55″ N, 67° 18′ 55″ O                      | L'un des quatre navires de la flotte de l'amiral William Phips ayant fait naufrage en 1690 |                                                     |
| Épave du RMS Empress of Ireland                             | 2009        | Rimouski 48° 37′ 30″ N, 68° 26′ 52″ O                          | Le paquebot du début du XXe siècle le plus remarquable et le plus complet qu'on puisse encore trouver au Canada; le naufrage tragique de l'Empress of Ireland, constitue la pire catastrophe du Canada |                                                     |
| Forges du Saint-Maurice                                     | 1919        | Trois-Rivières 46° 23′ 50″ N, 72° 39′ 35″ O                    | Vestiges du premier village industriel au Canada |                                                     |
| Fort Chambly                                                | 1920        | Chambly 45° 26′ 57″ N, 73° 16′ 40″ O                           | Fort en pierre construit en 1709; ouvrage restauré et stabilisé; a été pendant toute la durée des régimes français et britannique un élément essentiel de l'infrastructure de défense du Canada        |                                                     |
| Fort Crevier                                                | 1920        | Pierreville 46° 06′ 12″ N, 72° 52′ 43″ O                       | Emplacement d'un fort français en bois érigé en 1687 | Monument du fort Crevier                            |
| Fort Laprairie                                              | 1921        | La Prairie 45° 25′ 15″ N, 73° 29′ 47″ O                        | Emplacement d'un fort français, 1687-1713 |                                                     |
| Fort Lennox                                                 | 1920        | Saint-Paul-de-l'Île-aux-Noix 45° 07′ 15″ N, 73° 16′ 05″ O      | Exemple remarquable de fortifications datant du début du XIXe siècle; qui permit de protéger une importante base navale, au cours de la guerre de 1812                                                 |                                                     |
| Fort Longueuil                                              | 1923        | Longueuil 45° 32′ 26″ N, 73° 30′ 30″ O                         | Emplacement d'un fort en pierre construit par les Français, 1685-1690; un avant-poste contre l'Iroquois                                                                                                |                                                     |
| Fort Richelieu                                              | 1923        | Sorel-Tracy 46° 02′ 48″ N, 73° 06′ 57″ O                       | Un des premiers forts construits en Nouvelle-France, 1642 |                                                     |
| Fort Saint-Jean                                             | 1923        | Saint-Jean-sur-Richelieu 45° 17′ 53″ N, 73° 15′ 07″ O          | Rendez-vous pour toutes les expéditions militaires vers le lac Champlain, 1748 ; reconstruit 1775, siège tenu de 45 jours par le Général Montgomery pendant l'invasion américaine                      |                                                     |
| Fort Saint-Louis                                            | 1930        | Kahnawake 45° 24′ 57″ N, 73° 40′ 35″ O                         | Construit en 1725 pour protéger les Iroquois convertis à la foi chrétienne |                                                     |
| Fort Sainte-Thérèse                                         | 1923        | Carignan 45° 23′ 22″ N, 73° 15′ 28″ O                          | Emplacement d'un fort français construit pour défendre la population contre les Iroquois, 1665 | Site archéologique du fort Sainte-Thérèse           |
| Fort Témiscamingue                                          | 1931        | Ville-Marie 47° 17′ 42″ N, 79° 27′ 25″ O                       | Vestiges d'un poste français de traite des fourrures |                                                     |
| Fort Trois-Rivières                                         | 1920        | Trois-Rivières 46° 20′ 31″ N, 72° 32′ 19″ O                    | Fort en bois construit entre 1634 et 1638, sur son emplacement a été construite la ville |                                                     |
| Forts de Lévis                                              | 1920        | Lévis 46° 48′ 53″ N, 71° 09′ 31″ O                             | Ouvrage faisant partie des fortifications de Québec |                                                     |
| Gare de l'Intercolonial à Lévis                             | 1976        | Lévis 46° 48′ 37″ N, 71° 11′ 14″ O                             | Terminus de la ligne de l'Intercolonial en provenance de Halifax (1901) | Gare de Lévis                                       |
| Gare du Canadien Pacifique à Berthier                       | 1976        | Sainte-Geneviève-de-Berthier 46° 05′ 18″ N, 73° 12′ 45″ O      | Gare fonctionnelle du début des années 1890; style qui s'inspire de l'architecture domestique |                                                     |
| Gare du Grand Tronc à Acton Vale                            | 1976        | Acton Vale 45° 38′ 54″ N, 72° 33′ 50″ O                        | Exemple d'architecture Pittoresque, avec sa lucarne, sa tourelle et son comble brisé en larmier | Gare d'Acton Vale                                   |
| Gare du Grand Tronc à Saint-Jean-d'Iberville                | 1976        | Saint-Jean-sur-Richelieu 45° 18′ 11″ N, 73° 15′ 15″ O          | Édifice construit en 1890, typique des petites gares de cette époque | Gare de Saint-Jean-d'Iberville                      |
| Grosse Île et le Mémorial des Irlandais                     | 1974        | Saint-Antoine-de-l'Isle-aux-Grues 47° 01′ 40″ N, 70° 40′ 00″ O | Station de quarantaine pour tous les nouveaux immigrants de 1832-1937 | Mémorial des Irlandais                              |
| Hangar d'alerte                                             | 2007        | Saguenay 48° 20′ 05″ N, 70° 58′ 18″ O                          | Rôle stratégique de premier plan dans la défense aérienne du Canada et du continent nord-américain pendant la guerre froide                                                                            | Image satellite de BFC Bagotville                   |
| Hôtel de ville de Rivière-du-Loup                           | 1984        | Rivière-du-Loup 47° 50′ 09″ N, 69° 32′ 12″ O                   | Édifice public (1916) typique des hôtels de ville conçus pour accueillir une administration municipale en croissance                                                                                   | Hôtel de ville de Rivière-du-Loup                   |
| Hôtel de ville de Roberval                                  | 1984        | Roberval 48° 31′ 06″ N, 72° 13′ 20″ O                          | Édifice public municipal témoignant de la prospérité de la localité (1928-1929); style Second Empire                                                                                                   |                                                     |
| Hôtel Symmes                                                | 1976        | Gatineau 45° 23′ 40″ N, 75° 51′ 18″ O                          | Auberge construite en 1831 pour Charles Symmes, fondateur de la ville d'Aylmer |                                                     |
| Île aux Basques                                             | 2001        | Trois-Pistoles 48° 08′ 34″ N, 69° 14′ 58″ O                    | Recèle la plus importante concentration de sites d'occupation basques français dans le golfe du Saint-Laurent pour la période 1584 à 1637                                                              |                                                     |
| Jardins de Métis                                            | 1995        | Grand-Métis 48° 37′ 42″ N, 68° 07′ 23″ O                       | Exemple des jardins d'inspiration anglaise |                                                     |
| Louis-S.-St-Laurent,                                        | 1973        | Compton 45° 14′ 29″ N, 71° 49′ 30″ O                           | Maison d'enfance de Louis S. St-Laurent, premier ministre du Canada (1948-1957) |                                                     |
| Madeleine-De Verchères                                      | 1923        | Verchères 45° 46′ 40″ N, 73° 21′ 25″ O                         | A défendu le fort familial à Verchères contre les Iroquois en 1692 |                                                     |
| Mairie de Havelock                                          | 1984        | Havelock 45° 02′ 45″ N, 73° 45′ 28″ O                          | Hôtel de ville d'une petite localité rurale, construit en 1868 |                                                     |
| Mairie du canton de Bolton-Est                              | 1984        | Bolton-Est 45° 12′ 11″ N, 72° 21′ 23″ O                        | Érigée en 1867 par des habitants de la localité avec du bois de la région |                                                     |
| Maison Chapais                                              | 1962        | Saint-Denis 47° 30′ 11″ N, 69° 56′ 15″ O                       | Maison de Jean-Charles Chapais, père de la Confédération (1832-1834); excellent exemple de l'architecture en vogue dans Québec au milieu du XIXe siècle                                                |                                                     |
| Maison De Salaberry                                         | 1968        | Chambly 45° 26′ 55″ N, 73° 16′ 09″ O                           | Manoir de style palladien d'un héros de la guerre de 1812 ; Charles-Michel d'Irumberry de Salaberry | Maison De Salaberry.                                |
| Maison Étienne-Paschal-Taché                                | 1990        | Montmagny 46° 58′ 52″ N, 70° 33′ 30″ O                         | Maison de sir Étienne-Paschal Taché, père de la Confédération ; architecture éclectique | Maison Étienne-Paschal-Taché.                       |
| Maison Louis-Bertrand                                       | 1999        | L'Isle-Verte 48° 00′ 49″ N, 69° 20′ 16″ O                      | Exemple remarquable de maison québécoise d'influence néo-classique (1853) |                                                     |
| Maison Pagé-Rinfret / maison Beaudry                        | 1969        | Cap-Santé 46° 40′ 19″ N, 71° 47′ 00″ O                         | Maison construite sous le Régime français, méthodes de construction historiques |                                                     |
| Maison Trestler                                             | 1969        | Vaudreuil-Dorion 45° 23′ 17″ N, 74° 00′ 25″ O                  | Architecture québécoise traditionnelle; construite en 1798 | Maison Trestler                                     |
| Maison Wilfrid-Laurier                                      | 1999        | Victoriaville 46° 02′ 14″ N, 71° 54′ 54″ O                     | Maison à l'italienne de sir Wilfrid Laurier, premier ministre du Canada (1896-1911) |                                                     |
| Manoir Le Boutillier                                        | 1975        | Gaspé 48° 55′ 56″ N, 64° 18′ 06″ O                             | Exemple de l'architecture distinctive du Bas Saint-Laurent; maison construite vers 1818 |                                                     |
| Manoir Mauvide-Genest                                       | 1993        | Saint-Jean-de-l'Île-d'Orléans 46° 54′ 51″ N, 70° 54′ 09″ O     | Manoir seigneurial particulièrement remarquable construit vers le milieu du XVIIe siècle; 1734 |                                                     |
| Manoir Papineau                                             | 1986        | Montebello 45° 38′ 50″ N, 74° 56′ 50″ O                        | Manoir du XIXe siècle, résidence du chef des Patriotes Louis-Joseph Papineau |                                                     |
| Mission de Caughnawaga / mission Saint-François-Xavier      | 1966        | Kahnawake 45° 24′ 56″ N, 73° 40′ 36″ O                         | Mission des Jésuites chez les Mohawks, fondée en 1647 |                                                     |
| Moulin Légaré                                               | 1999        | Saint-Eustache 45° 33′ 29″ N, 73° 53′ 45″ O                    | Type de bâtiment construit à l'époque du développement des seigneuries et de l'économie coloniale basée sur l'agriculture                                                                              | Moulin Légaré                                       |
| Moulin à vent et la maison du meunier de l'Île Perrot}      | 1969        | Notre-Dame-de-l'Île-Perrot 45° 21′ 57″ N, 73° 51′ 08″ O        | Ensemble maison et bâtiment industriel datant du XVIIIe siècle; cas rare |                                                     |
| Palais de justice de Joliette                               | 1981        | Joliette 46° 01′ 34″ N, 73° 26′ 33″ O                          | Palais de justice construit selon un plan type, milieu du XIXe siècle |                                                     |
| Palais de justice de L'Isle-Verte                           | 1981        | L'Isle-Verte 48° 00′ 45″ N, 69° 20′ 20″ O                      | Palais de justice servant une population rurale; architecture domestique (1859-1860) | Palais de justice de L'Isle-Verte                   |
| Pénitencier de Saint-Vincent-de-Paul                        | 1990        | Laval 45° 37′ 01″ N, 73° 38′ 47″ O                             | Importante prison fédérale fondée en 1873 | Pénitencier de Saint-Vincent-de-Paul                |
| Phare de l'Île-Verte                                        | 1974        | Notre-Dame-des-Sept-Douleurs 48° 03′ 04″ N, 69° 25′ 27″ O      | Tour élevée en 1809, premier phare construit sur le fleuve Saint-Laurent |                                                     |
| Phare de Pointe-au-Père                                     | 1974        | Rimouski 48° 31′ 05″ N, 68° 28′ 10″ O                          | Phare ancien en béton armé situé en un point stratégique |                                                     |
| Phare du Cap-des-Rosiers                                    | 1974        | Gaspé 48° 51′ 22″ N, 64° 12′ 05″ O                             | Construit en 1858, le plus haut de tous les phares du Canada, 34,1 m |                                                     |
| Pointe-du-Buisson                                           | 2005        | Beauharnois 45° 19′ 07″ N, 73° 58′ 00″ O                       | Un des rares sites de l'est du Canada qui présentent une séquence d'occupation aussi longue et une telle abondance d'objets façonnés                                                                   |                                                     |
| Pont couvert de Powerscourt                                 | 1984        | Hinchinbrooke 45° 00′ 22″ N, 74° 09′ 44″ O                     | Pont McCallum a fermes arquées et rigides construit en 1861 |                                                     |
| Première station géodésique                                 | 1929        | Chelsea 45° 29′ 21″ N, 75° 51′ 45″ O                           | Programme systématique de levés géodésiques, 1905 |                                                     |
| Presbytère de la mission de Caughnawaga                     | 1969        | Kahnawake 45° 24′ 57″ N, 73° 40′ 38″ O                         | Le plus ancien des bâtiments encore debout à la mission; XVIIIe siècle | À gauche : Presbytère de la Mission de Caughnawaga  |
| Résidence d’été de Sir-John-A.-Macdonald                    | 2014        | Rivière-du-Loup 47° 48′ 46″ N, 69° 34′ 32″ O                   | |                                                     |
| Rotonde Joffre (Canadien National)                          | 1992        | Lévis 46° 42′ 25″ N, 71° 16′ 20″ O                             | Construite en 1880; seule rotonde entièrement circulaire à exister encore au Canada |                                                     |
| Seigneurie de l'île d'Orléans                               | 1990        | Saint-Jean-de-l'Île-d'Orléans 46° 55′ 00″ N, 70° 58′ 00″ O     | Ressources et vestiges associés au régime seigneurial |                                                     |
| Sir-Wilfrid-Laurier                                         | 1938        | Saint-Lin–Laurentides 45° 51′ 12″ N, 73° 45′ 27″ O             | Maison dotée d'un programme d'interprétation sur la vie de sir Wilfrid Laurier, premier ministre du Canada (1896- 1911)                                                                                |                                                     |
| Théâtre Granada,                                            | 1996        | Sherbrooke 45° 24′ 08″ N, 71° 53′ 28″ O                        | Magnifique cinéma d'atmosphère - un style de cinéma populaire, des années 1920 à la fin des années 1930                                                                                                |                                                     |
| Usine de textile de Magog                                   | 1989        | Magog 45° 15′ 45″ N, 72° 08′ 28″ O                             | Ayant été la seule usine textile du XIXe siècle à réunir au même endroit les opérations de filature, de tissage, de blanchiment et d'impression; construite en 1883                                    |                                                     |
| Vieille pulperie de Chicoutimi                              | 1983        | Saguenay 48° 25′ 14″ N, 71° 05′ 00″ O                          | Pulperie réputée pour la qualité de sa pâte à papier journal |                                                     |
| Vieux poste de traite de Chicoutimi                         | 1972        | Saguenay 48° 25′ 44″ N, 71° 04′ 32″ O                          | Emplacement d'un poste établi en 1676 abandonné en 1876 |                                                     |
| Waapushukamikw                                              | 2009        | Eeyou Istchee Baie-James 51° 04′ 08″ N, 72° 54′ 14″ O          | Plus grande carrière de quartzite dans un rayon de plusieurs centaines de kilomètres; un endroit d'une grande importance spirituelle et un lieu de mémoire respecté                                    |                                                     |

## Lieux historiques nationaux ayant perdu leur intégrité commémorative
| Lieu                                             | Désignation | Municipalité   | Raison  | Photo                                  |
| ------------------------------------------------ | ----------- | -------------- | ------- | -------------------------------------- |
| Gare du Grand Tronc à L'Islet                    | 1976        | L'Islet        | Démolie |                                        |
| Maison Le Moyne / Heroux / Longueuil             | 1958        | Longueuil      | Démolie |                                        |
| Maison Galt                                      | 1962        | Sherbrooke     | Démolie |                                        |
| Usine des produits forestiers Canadien Pacifique | 1991        | Trois-Rivières | Démolie | Canadian International Paper vers 1930 |